# غاجرا كوتاري
غاجرا كوتاري هي كاتبة سيناريو وكاتبة تلفزيونية هندية. ولدت في دلهي وتقيم حاليا في مومباي. كتبت غاجرا عدة مسلسلات، من بينها مسلسل سلسلة العلاقات المتغيرة.

## روابط خارجية
- غاجرا كوتاري على موقع IMDb (الإنجليزية)
- غاجرا كوتاري على موقع قاعدة بيانات الفيلم (الإنجليزية)